# Hai môn phối hợp tại Thế vận hội Mùa đông 2006
Hai môn phối hợp tại Thế vận hội Mùa đông 2006, bộ môn hỗn hợp trượt tuyết việt dã và bắn súng, được tổ chức tại Cesena (gần Torino) từ 11 đến 25 tháng 2 năm 2006. Tổng cộng có 10 bộ môn: 5 cho nam và 5 cho nữ.

## Bảng huy chương
|   | Quốc gia  | Vàng | Bạc | Đồng | Tổng |
| - | --------- | ---- | --- | ---- | ---- |
| 1 | Đức       | 5    | 4   | 2    | 11   |
| 2 | Nga       | 2    | 1   | 2    | 5    |
| 3 | Pháp      | 2    | 0   | 2    | 4    |
| 4 | Thụy Điển | 1    | 1   | 0    | 2    |
| 5 | Na Uy     | 0    | 3   | 3    | 6    |
| 6 | Ba Lan    | 0    | 1   | 0    | 1    |
| 7 | Ukraina   | 0    | 0   | 1    | 1    |
|   | Tổng cộng | 10   | 10  | 10   | 30   |

## Nam
|   | Huy chương | Vận động viên                | Thời gian | Phạt |
| - | ---------- | ---------------------------- | --------- | ---- |
| 1 | Vàng       | Michael Greis (Đức)          | 54:23,0   | 1    |
| 2 | Bạc        | Ole Einar Bjørndalen (Na Uy) | + 0:16,0  | 2    |
| 3 | Đồng       | Halvard Hanevold (Na Uy)     | + 1:08,9  | 1    |
| 4 |            | Sergei Tchepikov (Nga)       | + 1:09,7  | 1    |
| 5 |            | Marek Matiasko (Slovakia)    | + 1:25,6  | 1    |
| 6 |            | Julien Robert (Pháp)         | + 1:36,4  | 0    |
| 7 |            | Christian de Lorenzi (Ý)     | + 1:41,0  | 1    |
| 8 |            | Ivan Tcherezov (Nga)         | + 1:42,7  | 2    |

|   | Huy chương | Vận động viên               | Thời gian | Phạt |
| - | ---------- | --------------------------- | --------- | ---- |
| 1 | Vàng       | Sven Fischer (Đức)          | 26:11.6   | 0    |
| 2 | Bạc        | Halvard Hanevold (Na Uy)    | 26:19.8   | 0    |
| 3 | Đồng       | Frode Andresen (Na Uy)      | 26:31.3   | 1    |
| 4 |            | Wolfgang Perner (Áo)        | 26:51.6   | 1    |
| 5 |            | Vincent Defrasne (Pháp)     | 26:54.2   | 1    |
| 6 |            | Ivan Tcherezov (Nga)        | 27:09.0   | 0    |
| 7 |            | Ricco Groß (Đức)            | 27:15.1   | 0    |
| 8 |            | Mattias Nilsson (Thụy Điển) | 27:19.5   | 0    |

|   | Huy chương | Vận động viên                 | Thời gian | Phạt |
| - | ---------- | ----------------------------- | --------- | ---- |
| 1 | Vàng       | Vincent Defrasne (Pháp)       | 35:20.2   | 2    |
| 2 | Bạc        | Ole Einar Bjoerndalen (Na Uy) | +2.7      | 3    |
| 3 | Đồng       | Sven Fischer (Đức)            | +15.6     | 4    |
| 4 |            | Ilmars Bricis (Latvia)        | +26.7     | 1    |
| 5 |            | Halvard Hanevold (Na Uy)      | +37.5     | 3    |
| 6 |            | Frode Andresen (Na Uy)        | +56.7     | 5    |
| 7 |            | Christoph Sumann (Áo)         | +1:19.5   | 2    |
| 8 |            | Michael Greis (Đức)           | +1:19.7   | 1    |

|   | Huy chương | Vận động viên                | Thời gian | Phạt |
| - | ---------- | ---------------------------- | --------- | ---- |
| 1 | Vàng       | Michael Greis (Đức)          | 47:20,0   | 1    |
| 2 | Bạc        | Tomasz Sikora (Ba Lan)       | +6,3      | 1    |
| 3 | Đồng       | Ole Einar Bjørndalen (Na Uy) | +12,3     | 3    |
| 4 |            | Paavo Puurunen (Phần Lan)    | +23,7     | 0    |
| 5 |            | Sergei Tchepikov (Nga)       | +39.1     | 0    |
| 6 |            | Emil Hegle Svendsen (Na Uy)  | +53,8     | 2    |
| 7 |            | Halvard Hanevold (Na Uy)     | +54,9     | 3    |
| 8 |            | Alexander Wolf (Đức)         | +55,3     | 2    |

### 4 × 7,5 km
|   | Huy chương | Vận động viên                                                                         | Thời gian | Phạt |
| - | ---------- | ------------------------------------------------------------------------------------- | --------- | ---- |
| 1 | Vàng       | Ricco Groß, Michael Rösch, Sven Fischer, Michael Greis (Đức)                          | 1:21:51,5 | 1+8  |
| 2 | Bạc        | Ivan Tcherezov, Sergei Tchepikov, Pavel Rostovtsev, Nikolay Kruglov (Nga)             | 1:22:12,4 | 0+6  |
| 3 | Đồng       | Julien Robert, Vincent Defrasne, Ferréol Cannard, Raphaël Poirée (Pháp)               | 1:22:35,1 | 0+6  |
| 4 |            | Jakob Borjesson, Bjorn Ferry, Mattias Nilsson, Carl-Johan Bergman (Thụy Điển)         | 1:22:35,1 | 0+12 |
| 5 |            | Halvard Hanevold, Stian Eckhoff, Frode Andresen, Ole Einar Björndalen (Na Uy)         | 1:23:03,6 | 2+9  |
| 6 |            | Ondrej Moravec, Zdenek Vitek, Roman Dostal, Michal Slesingr (Cộng hòa Séc)            | 1:23:04,0 | 1+11 |
| 7 |            | Olexander Bilanenko, Andriy Deryzemlya, Alexei Korobeynikov, Ruslan Lysenko (Ukraina) | 1:23:40,4 | 1+11 |
| 8 |            | Christian de Lorenzi, René Laurent Vuillermoz, Paolo Longo, Wilfried Pallhuber (Ý)    | 1:23:40,9 | 2+10 |

40 lần bắn: 20 đứng, 20 nằm; 25 giây mỗi lần bắn không trúng đích

## Nữ
|   | Huy chương | Vận động viên                  | Thời gian | Phạt |
| - | ---------- | ------------------------------ | --------- | ---- |
| 1 | Vàng       | Svetlana Ishmouratova (Nga)    | 49:24.1   | 1    |
| 2 | Bạc        | Martina Glagow (Đức)           | 50:34.9   | 2    |
| 3 | Đồng       | Albina Akhatova (Nga)          | 50:55.0   | 2    |
| 4 |            | Andrea Henkel (Đức)            | 51:46.3   | 2    |
| 5 |            | Krystyna Palka (Ba Lan)        | 51:50.7   | 0    |
| 6 |            | Sandrine Bailly (Pháp)         | 51:58.2   | 3    |
| 7 |            | Olga Nazarova (Belarus)        | 51:59.6   | 2    |
| 8 |            | Natalia Levtchenkova (Moldava) | 52:11.7   | 2    |

|   | Huy chương | Vận động viên                   | Thời gian | Phạt |
| - | ---------- | ------------------------------- | --------- | ---- |
| 1 | Vàng       | Florence Baverel-Robert (Pháp)  | 22:31.4   | 0    |
| 2 | Bạc        | Anna Carin Olofsson (Thụy Điển) | 22:33.8   | 1    |
| 3 | Đồng       | Lilia Efremova (Ukraina)        | 22:38.0   | 0    |
| 4 |            | Albina Akhatova (Nga)           | 22:40.2   | 0    |
| 5 |            | Olena Zubrilova (Belarus)       | 22:40.5   | 0    |
| 6 |            | Sandrine Bailly (Pháp)          | 22:43.0   | 2    |
| 7 |            | Kati Wilhelm (Đức)              | 22:49.8   | 1    |
| 8 |            | Olga Nazarova (Belarus)         | 22:53.2   | 0    |

|   | Huy chương | Vận động viên               | Thời gian | Phạt |
| - | ---------- | --------------------------- | --------- | ---- |
| 1 | Vàng       | Kati Wilhelm (Đức)          | 36:43.6   | 1    |
| 2 | Bạc        | Martina Glagow (Đức)        | +1:13.6   | 1    |
| 3 | Đồng       | Albina Akhatova (Nga)       | +1:21.4   | 2    |
| 4 |            | Svetlana Ishmouratova (Nga) | +1:45.4   | 2    |
| 5 |            | Michela Ponza (Ý)           | +2:08.1   | 1    |
| 6 |            | Liv Grete Poirée (Na Uy)    | +2:19.8   | 2    |
| 7 |            | Olga Nazarova (Belarus)     | +2:26.1   | 3    |
| 8 |            | Lilia Efremova (Ukraina)    | +2:26.2   | 3    |

|   | Huy chương | Vận động viên                   | Thời gian | Phạt |
| - | ---------- | ------------------------------- | --------- | ---- |
| 1 | Vàng       | Anna Carin Olofsson (Thụy Điển) | 40:36,5   | 1    |
| 2 | Bạc        | Kati Wilhelm (Đức)              | +18,8     | 1    |
| 3 | Đồng       | Uschi Disl (Đức)                | +41,9     | 3    |
| 4 |            | Martina Glagow (Đức)            | +57,1     | 2    |
| 5 |            | Florence Baverel-Robert (Pháp)  | +1:04,0   | 2    |
| 6 |            | Olga Nazarova (Belarus)         | +1:14,0   | 1    |
| 7 |            | Xianying Liu (Trung Quốc)       | +1:20,7   | 2    |
| 8 |            | Ekaterina Dafovska (Bulgaria)   | +1:32,9   | 3    |

### 4 × 6 km
|   | Huy chương | Vận động viên                                                                     | Thời gian | Phạt |
| - | ---------- | --------------------------------------------------------------------------------- | --------- | ---- |
| 1 | Vàng       | Anna Bogaliy, Svetlana Ishmouratova, Olga Zaitseva, Albina Akhatova (Nga)         | 1:16:12,5 | 0+2  |
| 2 | Bạc        | Martina Glagow, Andrea Henkel, Katrin Apel, Kati Wilhelm (Đức)                    | 1:17:03,2 | 1+8  |
| 3 | Đồng       | Delphyne Peretto, Florence Baverel-Robert, Sylvie Becaert, Sandrine Bailly (Pháp) | 1:18:38,7 | 0+8  |
| 4 |            | Ekaterina Ivanova, Olga Nazarova, Ludmilla Ananko, Olena Zubrilova (Belarus)      | 1:19:19,6 | 0+8  |
| 5 |            | Tora Berger, Liv Grete Poirée, Gunn Magrit Andreassen, Linda Tjorhom (Na Uy)      | 1:19:34,4 | 1+13 |
| 6 |            | Teja Gregorin, Andreja Mali, Dijana Grudicek, Tadeja Brankovic (Slovenia)         | 1:19:55,7 | 1+11 |
| 7 |            | Krystyna Palka, Magdalena Gwizdon, Katarzyna Ponikwia, Magdalena Grzywa (Ba Lan)  | 1:20:29,3 | 0+8  |
| 8 |            | Pavlina Filipova, Radka Popova, Irina Nikoultchina, Ekaterina Dafovska (Bulgaria) | 1:20:38,7 | 3+14 |

40 lần bắn: 20 đứng, 20 nằm; 25 giây mỗi lần bắn không trúng đích